# Aklankpa
Aklankpa (ou Aklanpa, Aklampa) est une localité et un arrondissement du Bénin, dans la commune de Glazoué et le département des Collines, au centre-sud du pays. 

## Géographie

### Climat
Aklankpa est dotée d'un climat de savane de type Aw selon la classification de Köppen, avec une température annuelle moyenne de 27,1 °C et des précipitations de l'ordre de 907,6 mm par an, plus importantes en été qu'en hiver.

### Végétation

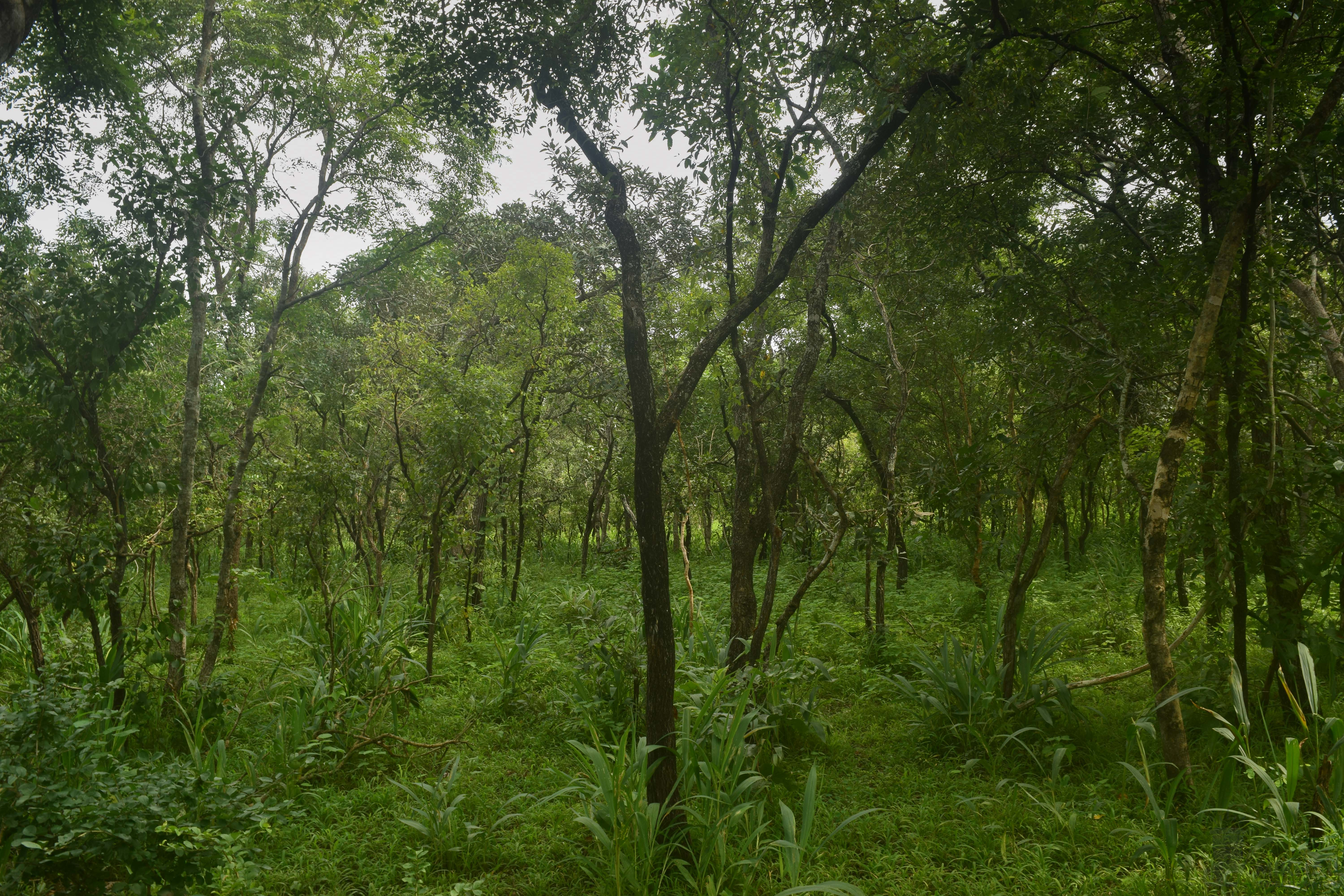
Savane arborée.
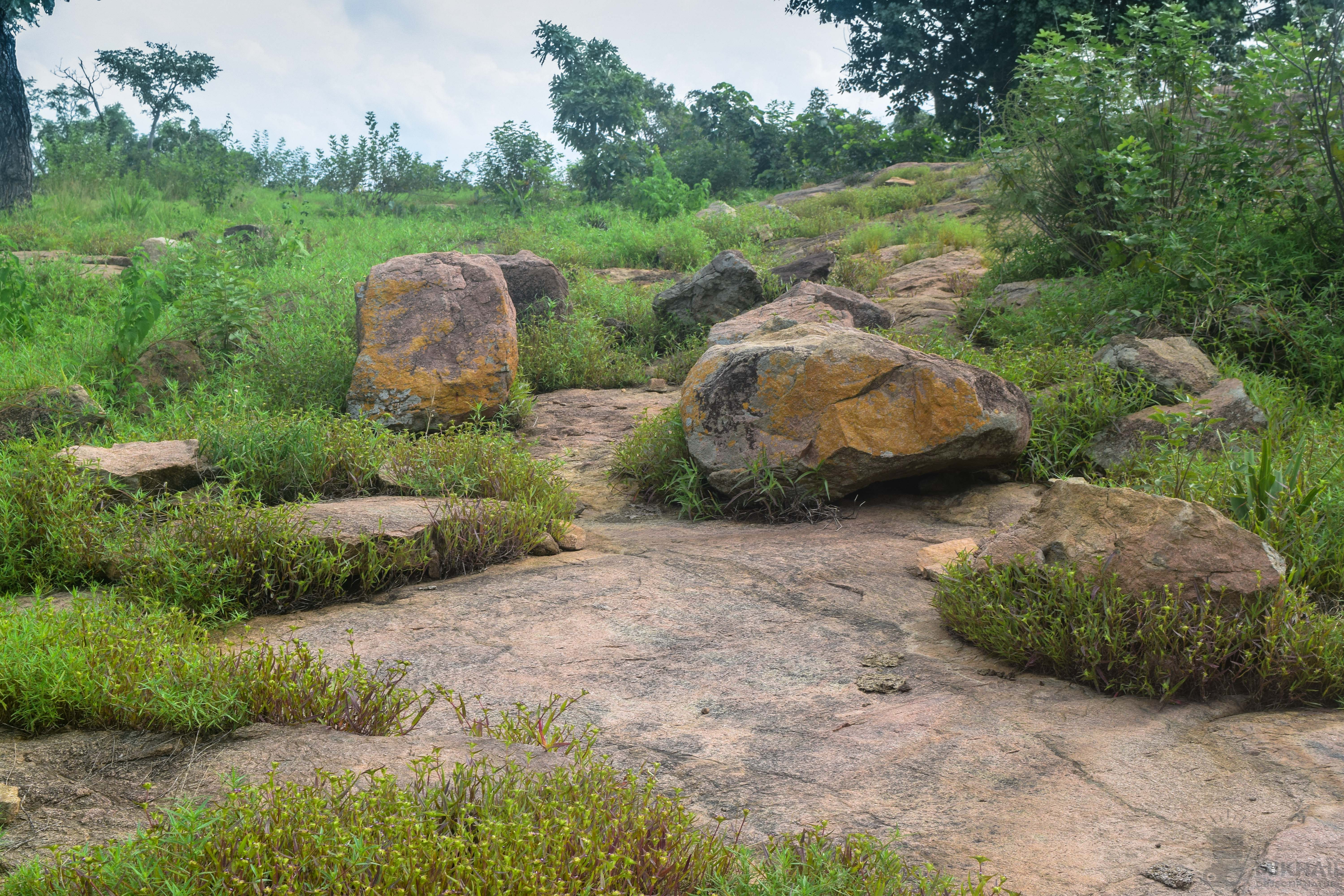
Végétation saxicole.
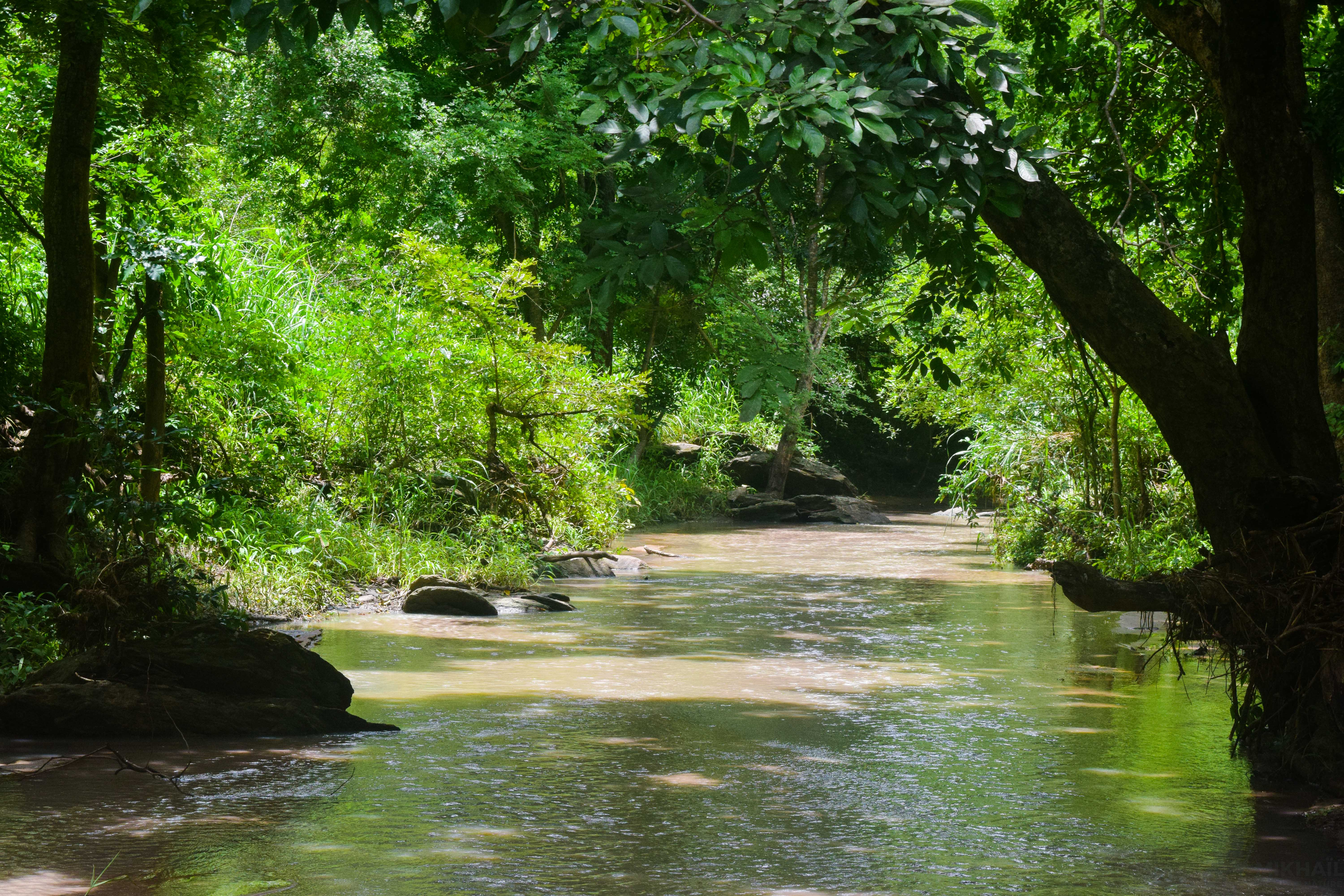
Rivière dans la forêt.

## Population
Lors du recensement de 2013 (RGPH-4), l'arrondissement comptait 25 756 habitants.

## Économie
L'exploitation forestière (forêts galeries, forêts denses, forêts claires et savanes boisées) a pris une importance croissante, pour le bois d’œuvre, le bois de feu et le charbon de bois, qui utilise principalement des essences telles que Anogeissus ou Burkea.

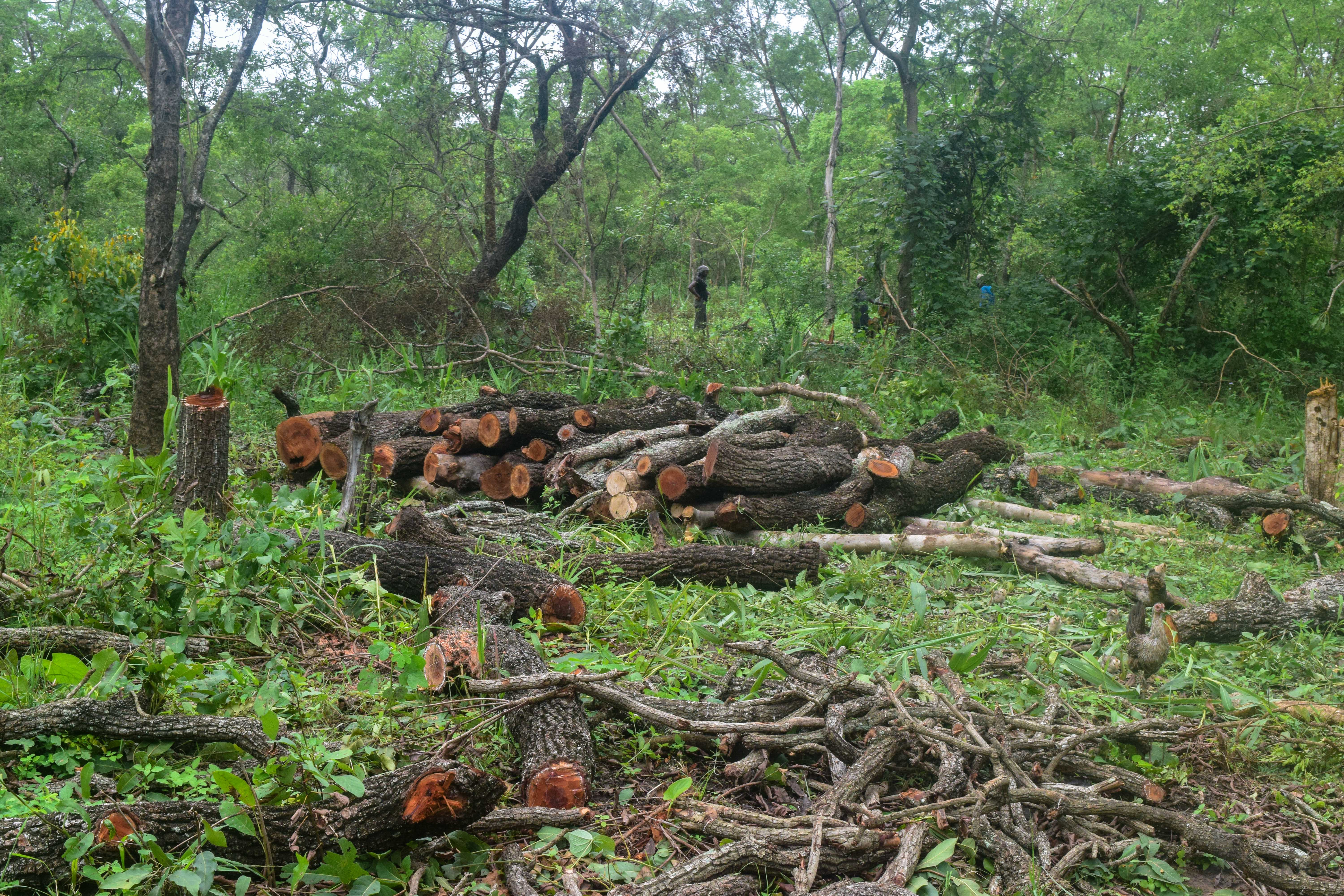
Exploitation forestière.
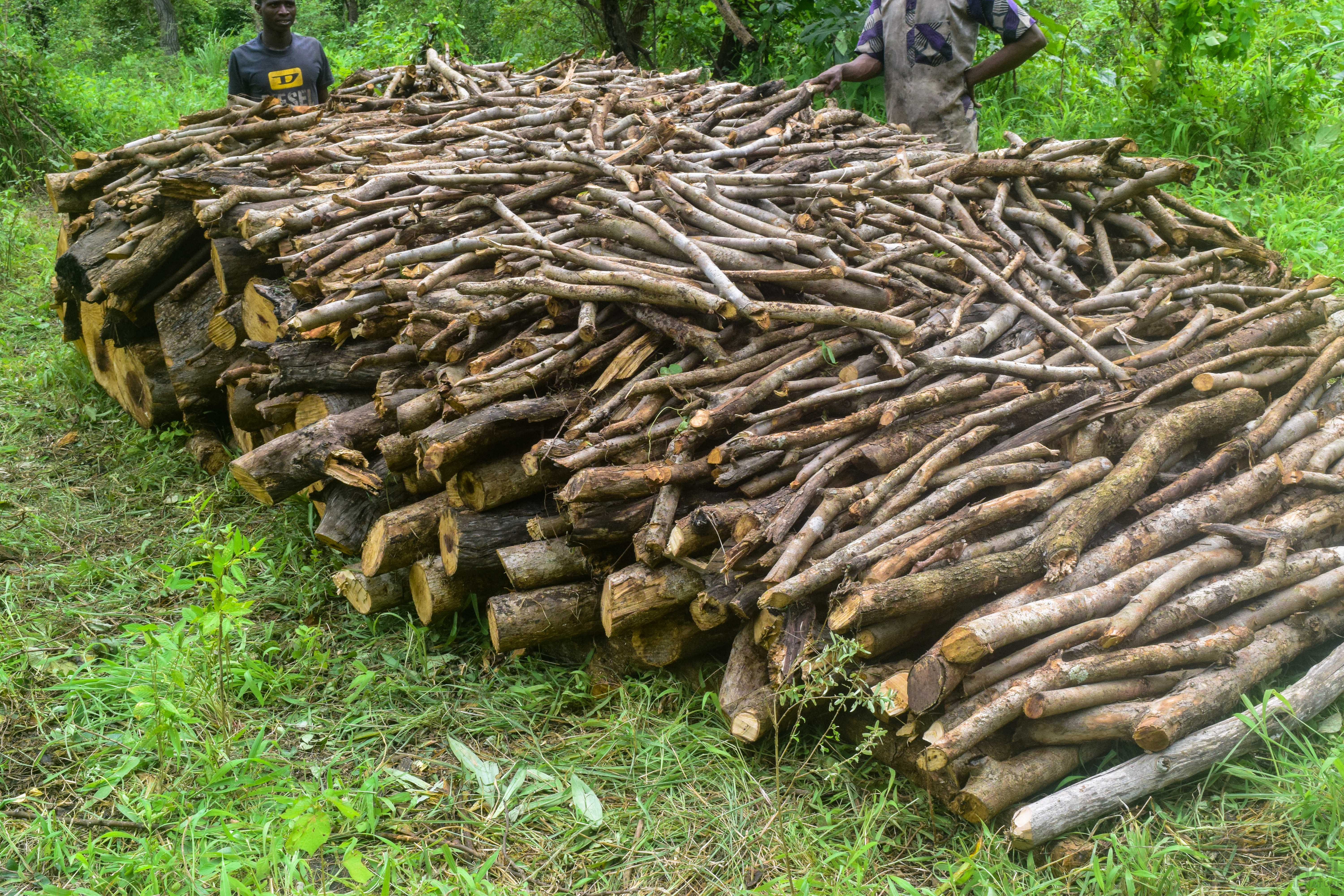
Meule pour la fabrication de charbon de bois.
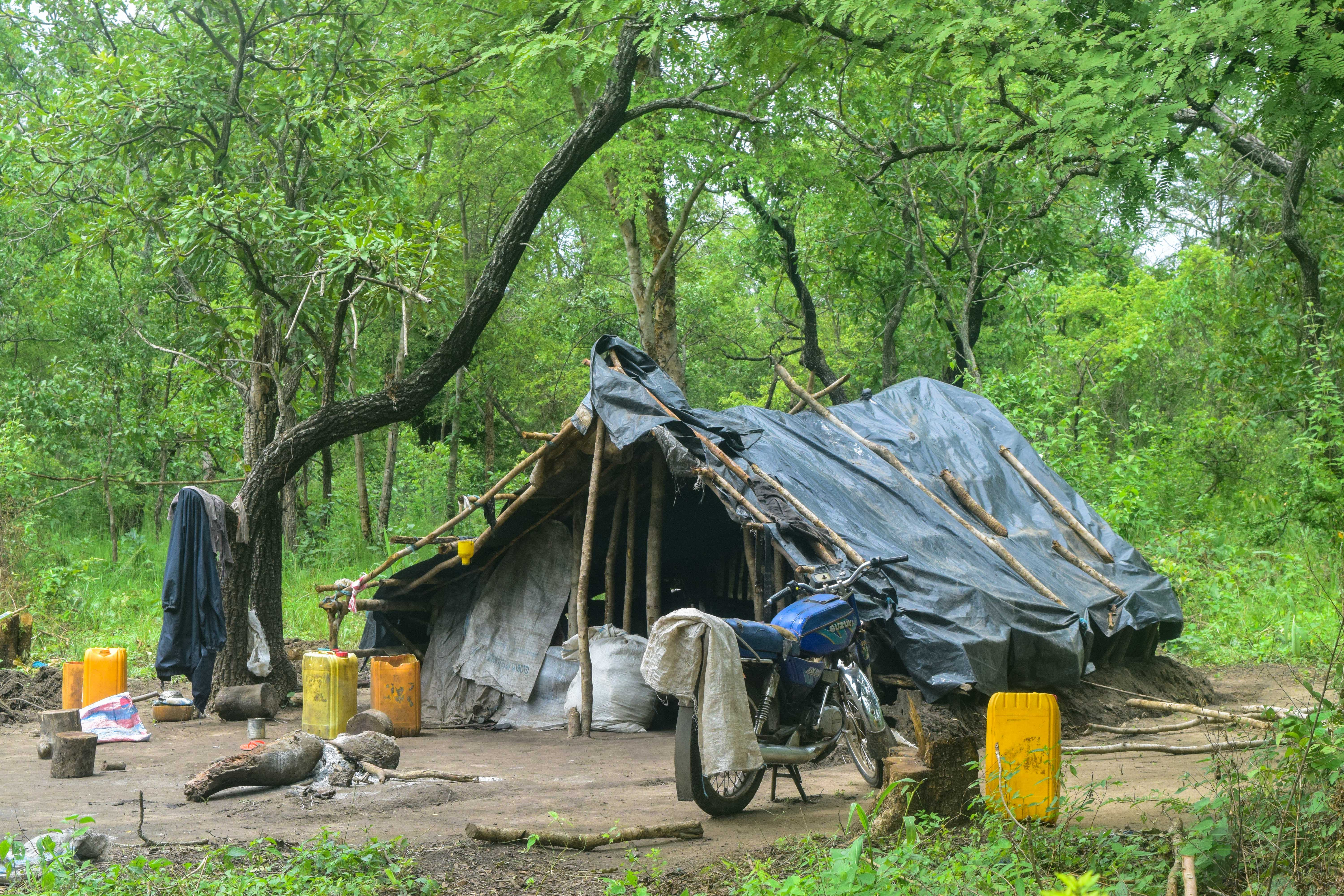
Cabane de charbonnier.

L'arrondissement compte quelques sites touristiques.